# Дегтярь, Михаил Васильевич
Михаи́л Васи́льевич Дегтя́рь (13 октября 1906 — 14 декабря 1994) — советский дипломат. Чрезвычайный и полномочный посол.

## Биография
Член ВКП(б). На дипломатической работе с 1945 года.
- В 1945—1951 годах — советник Посольства СССР в Канаде.
- В 1951—1953 годах — эксперт-консультант Экономического отдела МИД СССР.
- С 10 июля 1953 по 5 июня 1960 года — чрезвычайный и полномочный посол СССР в Афганистане[2].
- В 1961—1965 годах — заместитель генерального секретаря МИД СССР.
- С 6 августа 1965 по 29 мая 1971 года — чрезвычайный и полномочный посол СССР в Пакистане[3].
- В 1971—1972 годах — на ответственной работе в центральном аппарате МИД СССР.

С 1972 года — в отставке.
Похоронен в Москве на Ваганьковском кладбище.

## Награды
- З ордена Трудового Красного Знамени (25 октября 1956, 31 декабря 1966, 22 октября 1971[4]).
- Медали.